# Ibertioga
Ibertioga là một đô thị thuộc bang Minas Gerais, Brasil. Đô thị này có diện tích 353,506 km², dân số năm 2007 là 5057 người, mật độ 15,1 người/km².